# Lista de emendas à constituição brasileira de 1988
Esta é uma lista das emendas constitucionais à Constituição da República Federativa do Brasil de 1988. Atualmente são 135 emendas constitucionais ordinárias, sendo a última datada de 20 de dezembro de 2024. Mas além das emendas ordinárias, a Constituição, no art. 3.º do seu Ato das Disposições Constitucionais Transitórias (ADCT), dispôs que deveria ser feita uma revisão constitucional após cinco anos da promulgação da Constituição. Esta revisão resultou em seis Emendas Constitucionais de Revisão (ECR), que são contadas à parte das demais. Segundo, ainda, o art. 3º do ADCT, a revisão seria aprovada pelo voto da maioria absoluta dos membros do Congresso Nacional, em sessão unicameral.
Há, ainda, um terceiro tipo de normas com nível de emendas constitucionais. A Emenda Constitucional n.º 45, de 2004, adicionou o § 3º ao art. 5º da Constituição, que dispõe que tratados e convenções internacionais de direitos humanos aprovados com o mesmo rito de aprovação de emendas constitucionais têm força de emendas. Valerio Mazzuoli destaca que, tendo força de emendas, tais tratados se juntam à constituição, e passam, por força do art. 5º, § 2º, a fazer parte do rol de direitos fundamentais, que, por sua vez, têm caráter de cláusula pétrea e não podem ser derrogados, segundo o art. 60, § 4º, IV da Constituição. Logo, tais tratados não poderão ser denunciados, nem com aprovação do Congresso Nacional.

## Lista de emendas

### Emendas constitucionais de revisão
| Nº    | Data               | Publicação         | Ementa | Principais alterações | Link  |
| ----- | ------------------ | ------------------ | --- | --- | ----- |
| ECR 1 | 1 de março de 1994 | 2 de março de 1994 | Acrescenta os arts. 71, 72 e 73 ao Ato das Disposições Constitucionais Transitórias.                                         | Institui o Fundo Social de Emergência. | [ 3 ] |
| ECR 2 | 7 de junho de 1994 | 9 de junho de 1994 | Altera o caput do art. 50 e seu § 2º, da Constituição Federal.                                                               | Estende aos demais titulares de órgãos diretamente subordinados à Presidência da República a obrigação de comparecerem perante o Congresso Nacional quando chamados. | [ 4 ] |
| ECR 3 | 7 de junho de 1994 | 9 de junho de 1994 | Altera a alínea "c" do inciso I, a alínea "b" do inciso II, o § 1º e o inciso II do § 4º do art. 12 da Constituição Federal. | Amplia hipóteses de nacionalidade. | [ 5 ] |
| ECR 4 | 7 de junho de 1994 | 9 de junho de 1994 | Altera o § 9º do art. 14 da Constituição Federal.                                                                            | Requer lei complementar para casos de inelegibilidade. | [ 6 ] |
| ECR 5 | 7 de junho de 1994 | 9 de junho de 1994 | Altera o art. 82 da Constituição Federal.                                                                                    | Altera para quatro anos a duração do mandato do Presidente da República.                                                                                             | [ 7 ] |
| ECR 6 | 7 de junho de 1994 | 9 de junho de 1994 | Acrescenta o § 4º ao art. 55 da Constituição Federal.                                                                        | Dispõe que a renúncia de parlamentar não interrompe o processo de cassação de mandato.                                                                               | [ 8 ] |

### Emendas constitucionais ordinárias
| Nº     | Data                    | Publicação                            | Ementa | Principais alterações | Link    |
| ------ | ----------------------- | ------------------------------------- | --- | --- | ------- |
| EC 1   | 31 de março de 1992     | 6 de abril de 1992                    | Dispõe sobre a remuneração dos Deputados Estaduais e dos Vereadores. | Estabelece limite máximo. | [ 9 ]   |
| EC 2   | 25 de agosto de 1992    | 1 de setembro de 1992                 | Dispõe sobre o plebiscito previsto no art. 2º do Ato das Disposições Constitucionais Transitórias. | Marca o plebiscito para 21/abr/1993 e estipula o início de seus efeitos. Ver artigo principal sobre a consulta. | [ 10 ]  |
| EC 3   | 17 de março de 1993     | 18 de março de 1993                   | Altera os arts. 40, 42, 102, 103, 155, 156, 160, 167 da Constituição Federal. | Altera regime de aposentadoria de servidores públicos, exclui impostos dos Estados e dos Municípios, dá base constitucional para a instituição do IPMF. | [ 11 ]  |
| EC 4   | 14 de setembro de 1993  | 15 de setembro de 1993                | Dá nova redação ao art. 16 da Constituição Federal. | Dispõe que normas eleitorais só se aplicam a eleições a serem realizadas um ano ou mais após o início da sua vigência. | [ 12 ]  |
| EC 5   | 15 de agosto de 1995    | 16 de agosto de 1995                  | Altera o § 2º do art. 25 da Constituição Federal. | Dá aos Estados a competência para exploração do gás canalizado. | [ 13 ]  |
| EC 6   | 15 de agosto de 1995    | 16 de agosto de 1995                  | Altera o § 2º do art. 25 da Constituição Federal. | Acaba com a diferença entre empresa brasileira e empresa de capital nacional, permitindo também a empresas constituídas no Brasil com capital estrangeiro participar de concessões de lavra de recursos minerais. Proíbe medidas provisórias na regulamentação de artigos da Constituição (a esse respeito, ver EC 32).                                                                                 | [ 14 ]  |
| EC 7   | 15 de agosto de 1995    | 16 de agosto de 1995                  | Altera o art. 178 da Constituição Federal e dispõe sobre a adoção de Medidas Provisórias. | Permite a estrangeiros serem armadores, proprietários e comandantes de navios nacionais e a navios estrangeiros a navegação de cabotagem e interior. | [ 15 ]  |
| EC 8   | 15 de agosto de 1995    | 16 de agosto de 1995                  | Altera o inciso XI e a alínea "a" do inciso XII do art. 21 da Constituição Federal. | Permite a concessão ao setor privado do setor de telecomunicações. | [ 16 ]  |
| EC 9   | 9 de novembro de 1995   | 10 de novembro de 1995                | Dá nova redação ao art. 177 da Constituição Federal, alterando e inserindo parágrafos. | Permite a concessão de atividades de petróleo e gás natural. | [ 17 ]  |
| EC 10  | 4 de março de 1996      | 7 de março de 1996                    | Altera os arts. 71 e 72 do Ato das Disposições Constitucionais Transitórias, introduzidos pela Emenda Constitucional de Revisão n.º 1, de 1994. | Estende o Fundo Social de Emergência até 30/jun/1997 e altera outros aspectos. Ver também ECR n.º 1. | [ 18 ]  |
| EC 11  | 30 de abril de 1996     | 2 de maio de 1996                     | Permite a admissão de professores, técnicos e cientistas estrangeiros pelas universidades brasileiras e concede autonomia às instituições de pesquisa científica e tecnológica. | Permite admissão de estrangeiros em universidades. | [ 19 ]  |
| EC 12  | 15 de agosto de 1996    | 16 de agosto de 1996                  | Outorga competência à União, para instituir contribuição provisória sobre movimentação ou transmissão de valores e de créditos e direitos de natureza financeira. | Permite criação da CPMF. Ver também ECs nºs 21, 37 e 42. | [ 20 ]  |
| EC 13  | 21 de agosto de 1996    | 22 de agosto de 1996                  | Dá nova redação ao inciso II do art. 192 da Constituição Federal. | Abriu caminho para a quebra do monopólio do IRB e permitiu sua privatização, o que não aconteceu. | [ 21 ]  |
| EC 14  | 12 de setembro de 1996  | 13 de setembro de 1996                | Modifica os arts. 34, 208, 211 e 212 da Constituição Federal e dá nova redação ao art. 60 do Ato das Disposições constitucionais Transitórias. | Cria o FUNDEF e estabelece pisos para investimento público em educação. | [ 22 ]  |
| EC 15  | 12 de setembro de 1996  | 13 de setembro de 1996                | Dá nova redação ao § 4º do art. 18 da Constituição Federal. | Altera forma de criação, a incorporação, a fusão e o desmembramento de Municípios. | [ 23 ]  |
| EC 16  | 4 de junho de 1997      | 5 de junho de 1997                    | Dá nova redação ao § 5º do art. 14, ao caput do art. 28, ao inciso II do art. 29, ao caput do art. 77 e ao art. 82 da Constituição Federal. | Reduz mandato do Presidente para quatro anos e institui a reeleição para mandatos dos chefes do poder Executivo, além de estabelecer as eleições gerais no primeiro domingo de outubro e a posse em 1º de janeiro do ano subsequente. | [ 24 ]  |
| EC 17  | 22 de novembro de 1997  | 25 de novembro de 1997                | Altera dispositivos dos arts. 71 e 72 do Ato das Disposições Constitucionais Transitórias, introduzidos pela Emenda Constitucional de Revisão n.º 1, de 1994. | Estende o Fundo Social de Emergência até 1999 e institui o repasse de parte do IR aos municípios. | [ 25 ]  |
| EC 18  | 5 de fevereiro de 1998  | 6 de fevereiro de 1998                | Dispõe sobre o regime constitucional dos militares. | Dispõe sobre o regime constitucional dos militares e considera as PM e os CBM militares das unidades federativas brasileiras. | [ 26 ]  |
| EC 19  | 4 de junho de 1998      | 5 de junho de 1998                    | Modifica o regime e dispõe sobre princípios e normas da Administração Pública, servidores e agentes políticos, controle de despesas e finanças públicas e custeio de atividades a cargo do Distrito Federal, e dá outras providências. | Reforma da administração pública no Brasil, que, entre outras coisas, aumenta o período para aquisição da estabilidade para três anos de efetivo exercício e estabelece limite de gastos com custeio. Altera dispositivos da EC n.º 1. Ver também EC n.º 25. | [ 27 ]  |
| EC 20  | 15 de dezembro de 1998  | 16 de dezembro de 1998                | Modifica o sistema de previdência social, estabelece normas de transição e dá outras providências. | Primeira reforma da Previdência social, desconstitucionalizando as normas do Regime Geral de Previdência Social e abrindo espaço para a criação, por lei, do fator previdenciário. Aumentou o tempo de contribuição para 35/30 anos e instituiu a regulação dos planos de previdência privada. Ver também ECs n.º 41, 47 e 70.                                                                          | [ 28 ]  |
| EC 21  | 18 de março de 1999     | 19 de março de 1999                   | Prorroga, alterando a alíquota, a contribuição provisória sobre movimentação ou transmissão de valores e de créditos e de direitos de natureza financeira, a que se refere o art. 74 do Ato das Disposições Constitucionais Transitórias. | Prorroga a CPMF. Ver ECs n.º 12, 37 e 42. | [ 29 ]  |
| EC 22  | 18 de março de 1999     | 19 de março de 1999                   | Acrescenta parágrafo único ao art. 98 e altera as alíneas "i" do inciso I do art. 102 e "c" do inciso I do art. 105 da Constituição Federal. | Permite a criação dos Juizados Especiais e altera competências do STF e STJ. | [ 30 ]  |
| EC 23  | 2 de setembro de 1999   | 3 de setembro de 1999                 | Altera os arts. 12, 52, 84, 91, 102 e 105 da Constituição Federal (criação do Ministério da Defesa). | Extingue os Ministérios das Forças Armadas, unificando-os sob o da Defesa, mas mantém prerrogativas dos Comandantes das Forças. | [ 31 ]  |
| EC 24  | 9 de dezembro de 1999   | 10 de dezembro de 1999                | Altera dispositivos da Constituição Federal pertinentes à representação classistas na Justiça do Trabalho. | Substitui as Juntas de Conciliação e Julgamento por Varas do Trabalho e extingue a representação classista dos Tribunais do Trabalho. | [ 32 ]  |
| EC 25  | 14 de fevereiro de 2000 | 15 de fevereiro de 2000               | Altera o inciso VI do art. 29 e acrescenta o art. 29-A à Constituição Federal, que dispõem sobre limites de despesas com o Poder Legislativo Municipal. | Estabelece limites diferenciados, dependendo do tamanho dos Municípios, para gastos das Câmaras de Vereadores. Altera dispositivos da EC n.º 19. | [ 33 ]  |
| EC 26  | 14 de fevereiro de 2000 | 15 de fevereiro de 2000               | Altera a redação do art. 6o da Constituição Federal. | Inclui a moradia como direito social fundamental. Ver também EC n.º 64 e EC n.º 90. | [ 34 ]  |
| EC 27  | 21 de março de 2000     | 22 de março de 2000                   | Acrescenta o art. 76 ao ato das Disposições Constitucionais Transitórias, instituindo a desvinculação de arrecadação de impostos e contribuições sociais da União. | Desvincula receitas de tributos. Ver ECs n.º 42, 56 e 68. | [ 35 ]  |
| EC 28  | 25 de maio de 2000      | 26 de maio de 2000                    | Dá nova redação ao inciso XXIX do art. 7o e revoga o art. 233 da Constituição Federal. | Iguala o trabalho rural ao urbano para efeitos judiciais. | [ 36 ]  |
| EC 29  | 13 de setembro de 2000  | 14 de setembro de 2000                | Altera os arts. 34, 35, 156, 160, 167 e 198 da Constituição Federal e acrescenta artigo ao Ato das Disposições Constitucionais Transitórias, para assegurar os recursos mínimos para o financiamento das ações e serviços públicos de saúde. | Estipula limites mínimos de investimento em saúde. | [ 37 ]  |
| EC 30  | 13 de setembro de 2000  | 14 de setembro de 2000                | Altera a redação do art. 100 da Constituição Federal e acrescenta o art. 78 no Ato das Disposições Constitucionais Transitórias, referente ao pagamento de precatórios judiciários. | Primeira reforma dos precatórios. Ver também EC n.ºs 37, 62, 94 e 99. | [ 38 ]  |
| EC 31  | 14 de dezembro de 2000  | 18 de dezembro de 2000                | Altera o Ato das Disposições Constitucionais Transitórias, introduzindo artigos que criam o Fundo de Combate e Erradicação da Pobreza. | Cria o Fundo de Combate e Erradicação da Pobreza. Ver também ECs n.º 42 e 67. | [ 39 ]  |
| EC 32  | 11 de setembro de 2001  | 12 de setembro de 2001                | Altera dispositivos dos arts. 48, 57, 61, 62, 64, 66, 84, 88 e 246 da Constituição Federal, e dá outras providências. | Reforma das medidas provisórias. | [ 40 ]  |
| EC 33  | 11 de dezembro de 2001  | 12 de dezembro de 2001                | Altera os arts. 149, 155 e 177 da Constituição Federal. | Dispõe sobre as CIDE. | [ 41 ]  |
| EC 34  | 13 de dezembro de 2001  | 14 de dezembro de 2001                | Dá nova redação à alínea c do inciso XVI do art. 37 da Constituição Federal. | Prevê a acumulação de dois cargos de saúde. | [ 42 ]  |
| EC 35  | 20 de dezembro de 2001  | 21 de dezembro de 2001                | Dá nova redação ao art. 53 de Constituição Federal. | Alterações nas imunidades dos Deputados e Senadores. | [ 43 ]  |
| EC 36  | 28 de maio de 2002      | 29 de maio de 2002                    | Dá nova redação ao art. 222 da Constituição Federal, para permitir a participação de pessoas jurídicas no capital social de empresas jornalísticas e de radiodifusão sonora e de sons e imagens, nas condições que especifica. | Permite participação estrangeira em meios de comunicação. | [ 44 ]  |
| EC 37  | 12 de junho de 2002     | 13 de junho de 2002                   | Altera os arts. 100 e 156 da Constituição Federal e acrescenta os arts. 84, 85, 86, 87 e 88 ao Ato das Disposições Constitucionais Transitórias. | Regula o ISS, proíbe emissão de precatórios complementares para créditos de pequena monta e prorroga a CPMF. Ver ECs n.º 12 e 21. Sobre os precatórios, ver ainda EC nºs 30, 62, 94 e 99. | [ 45 ]  |
| EC 38  | 12 de junho de 2002     | 13 de junho de 2002                   | Acrescenta o art. 89 ao ato das Disposições Constitucionais Transitórias, incorporando os Policiais Militares do extinto Território Federal de Rondônia aos Quadros da União. | Incorpora os Policiais Militares do extinto Território Federal de Rondônia à União. | [ 46 ]  |
| EC 39  | 19 de dezembro de 2002  | 20 de dezembro de 2002                | Acrescenta o art. 149-A à Constituição Federal (Instituindo contribuição para custeio do serviço de iluminação pública nos Municípios e no Distrito Federal). | Institui a COSIP. | [ 47 ]  |
| EC 40  | 29 de maio de 2003      | 30 de maio de 2003                    | Altera o inciso V do art. 163 e o art. 192 da Constituição Federal, e o caput do art. 52 do Ato das Disposições Constitucionais Transitórias. | Flexibiliza a regulação do Sistema financeiro do Brasil. | [ 48 ]  |
| EC 41  | 19 de dezembro de 2003  | 31 de dezembro de 2003                | Modifica os arts. 37, 40, 42, 48, 96, 149 e 201 da Constituição Federal, revoga o inciso IX do § 3 do art. 142 da Constituição Federal e dispositivos da Emenda Constitucional n.º 20, de 15 de dezembro de 1998, e dá outras providências. | Segunda reforma da Previdência social. Ver também ECs n.º 20, 47 e 70. | [ 49 ]  |
| EC 42  | 19 de dezembro de 2003  | 31 de dezembro de 2003                | Altera o Sistema Tributário Nacional e dá outras providências. | Flexibiliza regras para micro e pequenas empresas, estende pela última vez a CPMF (ver ECs n.º 12, 21 e 37), prorroga a desvinculação de receitas de tributos (ver ECs n.º 27, 56 e 68), amplia o prazo da Zona Franca de Manaus (ver EC n.º 83), entre outras providências. | [ 50 ]  |
| EC 43  | 15 de abril de 2004     | 16 de abril de 2004                   | Altera o art. 42 do Ato das Disposições Constitucionais Transitórias, prorrogando, por 10 (dez) anos, a aplicação, por parte da União, de percentuais mínimos do total dos recursos destinados à irrigação nas Regiões Centro-Oeste e Nordeste. | Prorroga tempo de destinação de recursos para irrigação. | [ 51 ]  |
| EC 44  | 30 de junho de 2004     | 1 de julho de 2004                    | Altera o Sistema Tributário Nacional e dá outras providências. | Altera a distribuição de recursos da CIDE. | [ 52 ]  |
| EC 45  | 30 de dezembro de 2004  | 31 de dezembro de 2004                | Altera dispositivos dos arts. 5º, 36, 52, 92, 93, 95, 98, 99, 102, 103, 104, 105, 107, 109, 111, 112, 114, 115, 125, 126, 127, 128, 129, 134 e 168 da Constituição Federal, e acrescenta os arts. 103-A, 103-B, 111-A e 130-A, e dá outras providências. | Reforma do Judiciário: cria o CNJ, o CNMP, o CSJT, a repercussão geral e a súmula vinculante; cria novos deveres dos juízes e tribunais; e muda do STF para o STJ a competência de homologar sentenças estrangeiras; entre outras providências. | [ 53 ]  |
| EC 46  | 5 de maio de 2005       | 6 de maio de 2005                     | Altera o inciso IV do art. 20 da Constituição Federal. | Dispõe que ilhas da União com sede de municípios são dos respectivos municípios. | [ 54 ]  |
| EC 47  | 5 de julho de 2005      | 6 de julho de 2005                    | Altera os arts. 37, 40, 195 e 201 da Constituição Federal, para dispor sobre a previdência social, e dá outras providências. | Nova regra de transição para a reforma da Previdência social. Ver ECs n.º 20, 41 e 70. | [ 55 ]  |
| EC 48  | 10 de agosto de 2005    | 11 de agosto de 2005                  | Acrescenta o § 3º ao art. 215 da Constituição Federal, instituindo o Plano Nacional de Cultura. | Institui o Plano Nacional de Cultura. | [ 56 ]  |
| EC 49  | 8 de fevereiro de 2006  | 9 de fevereiro de 2006                | Altera a redação da alínea b e acrescenta alínea c ao inciso XXIII do caput do art. 21 e altera a redação do inciso V do caput do art. 177 da Constituição Federal para excluir do monopólio da União a produção, a comercialização e a utilização de radioisótopos de meia-vida curta, para usos médicos, agrícolas e industriais. | Exclui do monopólio da União a produção, a comercialização e a utilização de radioisótopos de meia-vida curta. | [ 57 ]  |
| EC 50  | 14 de fevereiro de 2006 | 15 de fevereiro de 2006               | Modifica o art. 57 da Constituição Federal. | Expande o período de trabalho dos parlamentares. | [ 58 ]  |
| EC 51  | 14 de fevereiro de 2006 | 15 de fevereiro de 2006               | Acrescenta os §§ 4º, 5º e 6º ao art. 198 da Constituição Federal. | Disciplina sobre os agentes comunitários de saúde e os de combate às endemias. | [ 59 ]  |
| EC 52  | 8 de março de 2006      | 9 de março de 2006                    | Dá nova redação ao § 1º do art. 17 da Constituição Federal para disciplinar as coligações eleitorais. | Faz desnecessária a vinculação de coligações eleitorais em todas as esferas de poder. | [ 60 ]  |
| EC 53  | 19 de dezembro de 2006  | 20 de dezembro de 2006                | Dá nova redação aos arts. 7º, 23, 30, 206, 208, 211 e 212 da Constituição Federal e ao art. 60 do Ato das Disposições Constitucionais Transitórias. | Dispõe sobre o ensino infantil e cria o FUNDEB, que substitui o FUNDEF. | [ 61 ]  |
| EC 54  | 20 de setembro de 2007  | 21 de setembro de 2007                | Dá nova redação à alínea c do inciso I do art. 12 da Constituição Federal e acrescenta art. 95 ao Ato das Disposições Constitucionais Transitórias, assegurando o registro nos consulados de brasileiros nascidos no estrangeiro. | Altera os requisitos para que nascidos fora do Brasil possam ser considerados brasileiros natos. Ver também ECR n.º 3. | [ 62 ]  |
| EC 55  | 20 de setembro de 2007  | 21 de setembro de 2007                | Altera o art. 159 da Constituição Federal, aumentando a entrega de recursos pela União ao Fundo de Participação dos Municípios. | Aumentando a entrega de recursos pela União ao Fundo de Participação dos Municípios. | [ 63 ]  |
| EC 56  | 20 de dezembro de 2007  | 21 de dezembro de 2007                | Prorroga o prazo previsto no caput do art. 76 do Ato das Disposições Constitucionais Transitórias e dá outras providências. | Prorroga a desvinculação de receitas de tributos. Ver ECs n.º 27, 42 e 68. | [ 64 ]  |
| EC 57  | 18 de dezembro de 2008  | 18 de dezembro de 2008 (edição extra) | Acrescenta artigo ao Ato das Disposições Constitucionais Transitórias para convalidar os atos de criação, fusão, incorporação e desmembramento de Municípios. | Convalida modificações em municípios feitas até 31/dez/2006. | [ 65 ]  |
| EC 58  | 23 de setembro de 2009  | 24 de setembro de 2009                | Altera a redação do inciso IV do caput do art. 29 e do art. 29-A da Constituição Federal, tratando das disposições relativas à recomposição das Câmaras Municipais. | Altera o limite de vereadores na câmara municipal de acordo com a população dos municípios. | [ 66 ]  |
| EC 59  | 11 de novembro de 2009  | 12 de novembro de 2009                | Acrescenta § 3º ao art. 76 do Ato das Disposições Constitucionais Transitórias para reduzir, anualmente, a partir do exercício de 2009, o percentual da Desvinculação das Receitas da União incidente sobre os recursos destinados à manutenção e desenvolvimento do ensino de que trata o art. 212 da Constituição Federal, dá nova redação aos incisos I e VII do art. 208, de forma a prever a obrigatoriedade do ensino de quatro a dezessete anos e ampliar a abrangência dos programas suplementares para todas as etapas da educação básica, e dá nova redação ao § 4º do art. 211 e ao § 3º do art. 212 e ao caput do art. 214, com a inserção neste dispositivo de inciso VI. | Estende a educação básica até o ensino médio e dá outras providências relativas à educação. | [ 67 ]  |
| EC 60  | 11 de novembro de 2009  | 12 de novembro de 2009                | Altera o art. 89 do Ato das Disposições Constitucionais Transitórias para dispor sobre o quadro de servidores civis e militares do ex-Território Federal de Rondônia. | Dispõe que servidores do Território Federal de Rondônia podem continuar sob a administração federal. | [ 68 ]  |
| EC 61  | 11 de novembro de 2009  | 12 de novembro de 2009                | Altera o art. 103-B da Constituição Federal, para modificar a composição do Conselho Nacional de Justiça. | Impõe que o presidente do STF seja o presidente do CNJ. | [ 69 ]  |
| EC 62  | 9 de dezembro de 2009   | 9 de dezembro de 2009                 | Altera o art. 100 da Constituição Federal e acrescenta o art. 97 ao Ato das Disposições Constitucionais Transitórias, instituindo regime especial de pagamento de precatórios pelos Estados, Distrito Federal e Municípios. | Segunda reforma dos precatórios. Considerada parcialmente inconstitucional (ver ADIN 4425). Ver ECs n.º 30, 94 e 99. | [ 71 ]  |
| EC 63  | 4 de fevereiro de 2010  | 5 de fevereiro de 2010                | Altera o § 5º do art. 198 da Constituição Federal para dispor sobre piso salarial profissional nacional e diretrizes para os Planos de Carreira de agentes comunitários de saúde e de agentes de combate às endemias. | Prevê Plano de Carreira para os agentes comunitários de saúde e os de combate às endemias. | [ 72 ]  |
| EC 64  | 4 de fevereiro de 2010  | 5 de fevereiro de 2010                | Altera o art. 6º da Constituição Federal, para introduzir a alimentação como direito social. | Inclui a alimentação como direito social fundamental. EC n.º 26 e EC n.º 90. | [ 73 ]  |
| EC 65  | 13 de julho de 2010     | 14 de julho de 2010                   | Altera a denominação do Capítulo VII do Título VIII da Constituição Federal e modifica o seu art. 227, para cuidar dos interesses da juventude. | Dispõe sobre a juventude no capítulo constitucional sobre a família e prevê a criação do Estatuto da Juventude. Ver também artigo sobre meia-entrada. | [ 74 ]  |
| EC 66  | 13 de julho de 2010     | 14 de julho de 2010                   | Dá nova redação ao § 6º do art. 226 da Constituição Federal, que dispõe sobre a dissolubilidade do casamento civil pelo divórcio, suprimindo o requisito de prévia separação judicial por mais de 1 (um) ano ou de comprovada separação de fato por mais de 2 (dois) anos. | Permite o divórcio direto. | [ 75 ]  |
| EC 67  | 22 de novembro de 2010  | 23 de novembro de 2010                | Prorroga, por tempo indeterminado, o prazo de vigência do Fundo de Combate e Erradicação da Pobreza. | Prorroga o Fundo de Combate e Erradicação da Pobreza por tempo indeterminado. Ver ECs n.º 31 e 42. | [ 76 ]  |
| EC 68  | 21 de novembro de 2011  | 22 de novembro de 2011                | Altera o art. 76 do Ato das Disposições Constitucionais Transitórias. | Ver ECs n.º 27, 42 e 56. | [ 77 ]  |
| EC 69  | 29 de março de 2012     | 30 de março de 2012                   | Altera os arts. 21, 22 e 48 da Constituição Federal, para transferir da União para o Distrito Federal as atribuições de organizar e manter a Defensoria Pública do Distrito Federal. | Tranfere para o Distrito Federal o dever de manter a Defensoria Pública do Distrito Federal. | [ 78 ]  |
| EC 70  | 29 de março de 2012     | 30 de março de 2012                   | Acrescenta art. 6º-A à Emenda Constitucional n.º 41, de 2003, para estabelecer critérios para o cálculo e a correção dos proventos da aposentadoria por invalidez dos servidores públicos que ingressaram no serviço público até a data da publicação daquela Emenda Constitucional. | Dispõe que os servidores aposentados por invalidez terão suas aposentadorias calculadas sobre a última remuneração recebida. Ver também ECs n.º 20, 41 e 47. | [ 79 ]  |
| EC 71  | 29 de novembro de 2012  | 30 de novembro de 2012                | Acrescenta o art. 216-A à Constituição Federal para instituir o Sistema Nacional de Cultura. | Organiza o Sistema Nacional de Cultura com órgãos federais, estaduais e municipais. | [ 80 ]  |
| EC 72  | 2 de abril de 2013      | 3 de abril de 2013                    | Altera a redação do parágrafo único do art. 7º da Constituição Federal para estabelecer a igualdade de direitos trabalhistas entre os trabalhadores domésticos e os demais trabalhadores urbanos e rurais. | Estende direitos trabalhistas aos empregados domésticos. | [ 81 ]  |
| EC 73  | 6 de junho de 2013      | 7 de junho de 2013                    | Cria os Tribunais Regionais Federais da 6ª, 7ª, 8ª e 9ª Regiões. | Amplia o número de TRTs de 5 para 9. | [ 82 ]  |
| EC 74  | 6 de agosto de 2013     | 7 de agosto de 2013                   | Altera o art. 134 da Constituição Federal. | Dá autonomia às Defensorias Públicas da União e do Distrito Federal. | [ 83 ]  |
| EC 75  | 15 de outubro de 2013   | 16 de outubro de 2013                 | Acrescenta a alínea e ao inciso VI do art. 150 da Constituição Federal, instituindo imunidade tributária sobre os fonogramas e videofonogramas musicais produzidos no Brasil contendo obras musicais ou literomusicais de autores brasileiros e/ou obras em geral interpretadas por artistas brasileiros bem como os suportes materiais ou arquivos digitais que os contenham. | Imuniza de tributos LPs, CDs, DVDs e Blu-rays de autores nacionais. | [ 84 ]  |
| EC 76  | 28 de novembro de 2013  | 29 de novembro de 2013                | Altera o § 2º do art. 55 e o § 4º do art. 66 da Constituição Federal, para abolir a votação secreta nos casos de perda de mandato de Deputado ou Senador e de apreciação de veto. | Extingue o voto secreto no Congresso em processos de cassação de parlamentares e apreciação de vetos do Presidente. | [ 85 ]  |
| EC 77  | 11 de fevereiro de 2014 | 12 de fevereiro de 2014               | Altera os incisos II, III e VIII do § 3º do art. 142 da Constituição Federal, para estender aos profissionais de saúde das Forças Armadas a possibilidade de cumulação de cargo a que se refere o art. 37, inciso XVI, alínea "c". | Regula a cumulação de cargos por profissionais da saúde das Forças Armadas. | [ 86 ]  |
| EC 78  | 14 de maio de 2014      | 15 de maio de 2014                    | Acrescenta art. 54-A ao Ato das Disposições Constitucionais Transitórias, para dispor sobre indenização devida aos seringueiros de que trata o art. 54 desse Ato. | Regula indenização devida a seringueiros. | [ 87 ]  |
| EC 79  | 27 de maio de 2014      | 28 de maio de 2014                    | Altera o art. 31 da Emenda Constitucional n.º 19, de 4 de junho de 1998, para prever a inclusão, em quadro em extinção da Administração Federal, de servidores e policiais militares admitidos pelos Estados do Amapá e de Roraima, na fase de instalação dessas unidades federadas, e dá outras providências. | Regula a inclusão de categorias em cargos em extinção da Administração Federal. | [ 88 ]  |
| EC 80  | 4 de junho de 2014      | 5 de junho de 2014                    | Altera o Capítulo IV - Das Funções Essenciais à Justiça, do Título IV - Da Organização dos Poderes, e acrescenta artigo ao Ato das Disposições Constitucionais Transitórias da Constituição Federal. | Dispõe sobre os princípios da Defensoria Pública e determina prazo de oito anos para que seja instituída em todas as comarcas. | [ 89 ]  |
| EC 81  | 5 de junho de 2014      | 6 de junho de 2014                    | Dá nova redação ao art. 243 da Constituição Federal. | Estende a possibilidade de expropriação sem indenização a propriedades com trabalho escravo. | [ 90 ]  |
| EC 82  | 16 de julho de 2014     | 17 de julho de 2014                   | Inclui o § 10 ao art. 144 da Constituição Federal, para disciplinar a segurança viária no âmbito dos Estados, do Distrito Federal e dos Municípios. | Constitucionaliza a necessidade de uma carreira pública de agentes de trânsito. | [ 91 ]  |
| EC 83  | 5 de agosto de 2014     | 6 de agosto de 2014                   | Acrescenta o art. 92-A ao Ato das Disposições Constitucionais Transitórias - ADCT. | Amplia o prazo da Zona Franca de Manaus (ver EC n.º 42). | [ 92 ]  |
| EC 84  | 2 de dezembro de 2014   | 3 de dezembro de 2014                 | Altera o art. 159 da Constituição Federal para aumentar a entrega de recursos pela União para o Fundo de Participação dos Municípios. | Aumenta recursos da União para o Fundo de Participação dos Municípios. | [ 93 ]  |
| EC 85  | 26 de fevereiro de 2015 | 27 de fevereiro de 2015               | Altera e adiciona dispositivos na Constituição Federal para atualizar o tratamento das atividades de ciência, tecnologia e inovação. | Atualiza o tratamento das atividades de ciência, tecnologia e inovação. | [ 94 ]  |
| EC 86  | 17 de março de 2015     | 18 de março de 2015                   | Altera os arts. 165, 166 e 198 da Constituição Federal. | Torna obrigatória a execução da programação orçamentária que especifica. | [ 95 ]  |
| EC 87  | 16 de abril de 2015     | 17 de abril de 2015                   | Altera o § 2º do art. 155 da Constituição Federal e inclui o art. 99 no Ato das Disposições Constitucionais Transitórias. | Trata da sistemática de cobrança do ICMS de transporte interestadual e intermunicipal e de comunicação incidente sobre as operações e prestações que destinem bens e serviços a consumidor final, contribuinte ou não do imposto, localizado em outro Estado. | [ 96 ]  |
| EC 88  | 7 de maio de 2015       | 8 de maio de 2015                     | Altera o art. 40 da Constituição Federal, relativamente ao limite de idade para a aposentadoria compulsória do servidor público em geral, e acrescenta dispositivo ao Ato das Disposições Constitucionais Transitórias. | Altera a idade de aposentadoria compulsória no serviço público para 75 anos. | [ 97 ]  |
| EC 89  | 15 de setembro de 2015  | 16 de setembro de 2015                | Dá nova redação ao art. 42 do Ato das Disposições Constitucionais Transitórias. | Amplia o prazo em que a União deverá destinar às Regiões Centro-Oeste e Nordeste percentuais mínimos dos recursos destinados à irrigação. | [ 98 ]  |
| EC 90  | 15 de setembro de 2015  | 16 de setembro de 2015                | Dá nova redação ao art. 6º da Constituição Federal. | Inclui o transporte como direito social fundamental. Ver também EC n.º 26 e EC n.º 64. | [ 99 ]  |
| EC 91  | 18 de fevereiro de 2016 | 19 de fevereiro de 2016               | Estabelece a possibilidade, excepcional e em período determinado, de desfiliação partidária, sem prejuízo do mandato. | Desfiliação partidária, sem prejuízo do mandato. | [ 100 ] |
| EC 92  | 12 de julho de 2016     | 13 de julho de 2016                   | Altera os arts. 92 e 111-A da Constituição Federal, para explicitar o Tribunal Superior do Trabalho como órgão do Poder Judiciário. | Explicita o TST como órgão do Poder Judiciário e altera os requisitos para o provimento dos cargos de Ministros daquele Tribunal. | [ 101 ] |
| EC 93  | 8 de setembro de 2016   | 9 de setembro de 2016                 | Altera o Ato das Disposições Constitucionais Transitórias para prorrogar a desvinculação de receitas da União e estabelecer a desvinculação de receitas dos Estados, Distrito Federal e Municípios. | Prorrogação da desvinculação de receitas da União (DRU). | [ 102 ] |
| EC 94  | 15 de dezembro de 2016  | 16 de dezembro de 2016                | Dispõe sobre o regime de pagamento de débitos públicos decorrentes de condenações judiciais; e acrescenta dispositivos ao Ato das Disposições Constitucionais Transitórias, para instituir regime especial de pagamento para os casos em mora. | Regime de pagamento de débitos públicos. Ver também EC n.ºs 30, 37, 62 e 99. | [ 103 ] |
| EC 95  | 15 de dezembro de 2016  | 16 de dezembro de 2016                | Altera o Ato das Disposições Constitucionais Transitórias, para instituir o Novo Regime Fiscal, e dá outras providências. | Novo Regime Fiscal (Teto dos Gastos Públicos) | [ 104 ] |
| EC 96  | 6 de junho de 2017      | 7 de junho de 2017                    | Acrescenta § 7º ao art. 225 da Constituição Federal para determinar que práticas desportivas que utilizem animais não são consideradas cruéis, nas condições que especifica. | Práticas desportivas com animais | [ 105 ] |
| EC 97  | 4 de outubro de 2017    | 5 de outubro de 2017                  | Altera a Constituição Federal para vedar as coligações partidárias nas eleições proporcionais, estabelecer normas sobre acesso dos partidos políticos aos recursos do fundo partidário e ao tempo de propaganda gratuito no rádio e na televisão e dispor sobre regras de transição. | Sistema eleitoral do Brasil | [ 106 ] |
| EC 98  | 6 de dezembro de 2017   | 11 de dezembro de 2017                | Altera o art. 31 da Emenda Constitucional nº 19, de 4 de junho de 1998, para prever a inclusão, em quadro em extinção da administração pública federal, de servidor público, de integrante da carreira de policial, civil ou militar, e de pessoa que haja mantido relação ou vínculo funcional, empregatício, estatutário ou de trabalho com a administração pública dos ex-Territórios ou dos Estados do Amapá ou de Roraima, inclusive suas prefeituras, na fase de instalação dessas unidades federadas, e dá outras providências. | Dispõe sobre a possibilidade de servidores de antigos territórios federais serem considerados servidores da União. | [ 107 ] |
| EC 99  | 14 de dezembro de 2017  | 15 de dezembro de 2017                | Altera o art. 101 do Ato das Disposições Constitucionais Transitórias, para instituir novo regime especial de pagamento de precatórios, e os arts. 102, 103 e 105 do Ato das Disposições Constitucionais Transitórias. | Altera o regime de precatórios, estendendo de 2020 para 2024 o prazo para estados e municípios quitarem precatórios. Ver também EC n.ºs 30, 37, 62 e 94. | [ 108 ] |
| EC 100 | 26 de junho de 2019     | 27 de junho de 2019                   | Altera os arts. 165 e 166 da Constituição Federal para tornar obrigatória a execução da programação orçamentária proveniente de emendas de bancada de parlamentares de Estado ou do Distrito Federal. | Altera para tornar obrigatória a execução da programação orçamentária proveniente de emendas de bancada de parlamentares de Estado ou do Distrito Federal. | [ 109 ] |
| EC 101 | 3 de julho de 2019      | 4 de julho de 2019                    | Acrescenta § 3º ao art. 42 da Constituição Federal para estender aos militares dos Estados, do Distrito Federal e dos Territórios o direito à acumulação de cargos públicos prevista no art. 37, inciso XVI. | Permite que os militares dos Estados e do Distrito Federal possam ter direito ao acúmulo de cargos públicos. | [ 110 ] |
| EC 102 | 26 de setembro de 2019  | 27 de setembro de 2019                | Dá nova redação ao art. 20 da Constituição Federal e altera o art. 165 da Constituição Federal e o art. 107 do Ato das Disposições Constitucionais Transitórias. | Assegura, nos termos da lei, à União, aos Estados, ao Distrito Federal e aos Municípios a participação no resultado da exploração de petróleo ou gás natural, de recursos hídricos para fins de geração de energia elétrica e de outros recursos minerais no respectivo território, plataforma continental, mar territorial ou zona econômica exclusiva, ou compensação financeira por essa exploração. | [ 111 ] |
| EC 103 | 12 de novembro de 2019  | 13 de novembro de 2019                | Altera o sistema de previdência social e estabelece regras de transição e disposições transitórias. | Reforma da Previdência | [ 112 ] |
| EC 104 | 4 de dezembro de 2019   | 5 de dezembro de 2019                 | Altera o inciso XIV do caput do art. 21, o § 4º do art. 32 e o art. 144 da Constituição Federal, para criar as polícias penais federal, estaduais e distrital. | Cria as polícias penais federal, dos estados e do Distrito Federal. | [ 113 ] |
| EC 105 | 12 de dezembro de 2019  | 13 de dezembro de 2019                | Acrescenta o art. 166-A à Constituição Federal, para autorizar a transferência de recursos federais a Estados, ao Distrito Federal e a Municípios mediante emendas ao projeto de lei orçamentária anual. | Autoriza a transferência de recursos federais a Estados, ao Distrito Federal e a Municípios mediante emendas ao projeto de lei orçamentária anual. | [ 114 ] |
| EC 106 | 7 de maio de 2020       | 8 de maio de 2020                     | Institui regime extraordinário fiscal, financeiro e de contratações para enfrentamento de calamidade pública nacional decorrente de pandemia. | Adota medidas de enfrentamento de situação de calamidade pública. | [ 115 ] |

### Tratados aprovados na forma do art. 5.º, § 3.º
| # | Nome do tratado | Local e data assinatura          | Aprovação                               | Promulgação                              | Publicação           | Link    |
| - | --- | -------------------------------- | --------------------------------------- | ---------------------------------------- | -------------------- | ------- |
| 1 | Convenção sobre os Direitos das Pessoas com Deficiência e seu Protocolo Facultativo                                                                                    | Nova Iorque, 30 de março de 2007 | DLG 186/2008, de 9 de julho de 2008     | Dec. 6.949/2009, de 25 de agosto de 2009 | 25 de agosto de 2009 | [ 116 ] |
| 2 | Tratado de Marraquexe para Facilitar o Acesso a Obras Publicadas às Pessoas Cegas, com Deficiência Visual ou com outras Dificuldades para Ter Acesso ao Texto Impresso | Marraquexe, 28 de junho de 2013  | DLG 261/2015, de 25 de novembro de 2015 | Dec. 9.522/2018, de 8 de outubro de 2018 | 9 de outubro de 2018 | [ 117 ] |